# Cinema d'Algèria
El cinema d'Algèria va néixer durant la guerra d'alliberament. Malgrat els febles ressons a la programació occidental, conté obres de qualitat: la pel·lícula de Mohamed Lakhdar-Hamina, Chronique des années de braise (Palma d'Or 1975 al festival de Canes), la de Mohamed Zinet, Alger insolite (Tahyia ya Didou), Omar Gatlato de Merzak Allouache. El setè art algerià s'ha desenvolupat amb festivals i altres activitats culturals. Algèria, als anys seixanta, també va participar en coproduccions de gran valor: La Battaglia di Algeri (1966), Lo straniero (1967), Z (1969) i Remparts d'argile (1970). Algèria, malgrat la seva tardana independència, és l'únic país àrab i africà que ha rebut una Palma d'or al Festival de Cannes i un dels tres països africans que ha guanyat l'Oscar a la millor pel·lícula estrangera, amb Sud-àfrica i Costa d'Ivori. La qualitat de les pel·lícules algerianes sovint es destaca per les nominacions als Oscars i altres premis internacionals.

## Cinema colonial a Algèria
L'arribada del cinema a Algèria es va produir sota la dominació francesa. El cinema s'utilitza principalment amb finalitats (d'entreteniment i) propaganda entre la població algeriana per tal de justificar les polítiques establertes, i per guanyar-se la simpatia dels algerians.
El colonitzador impedeix el desenvolupament de la indústria algeriana en benefici de la producció francesa i obstaculitza la construcció d'una indústria cinematogràfica nacional. Es roden una quinzena de pel·lícules a l'any a territori algerià, però sense cap indústria allà i tota la postproducció es fa a França.

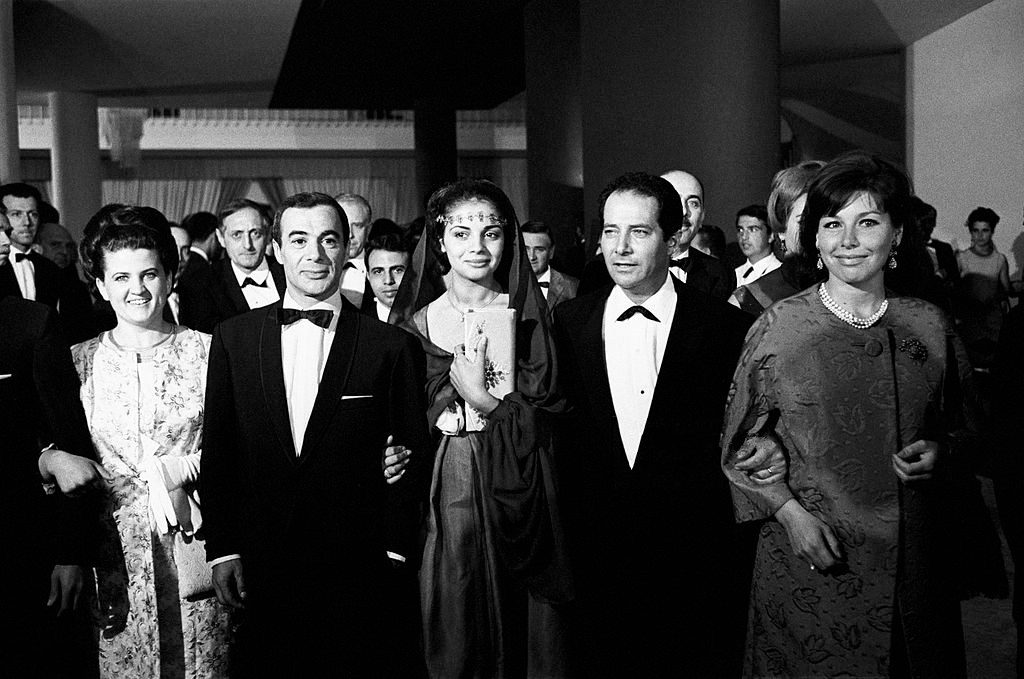
Saadi Yacef, Picci i Gillo Pontecorvo, 1966

En general, aquestes pel·lícules dibuixen una caricatura d'algerians i àrabs. Els personatges àrabs són poc profunds, intercanviables i atemporals, i sempre interpretats per actors francesos. La pel·lícula Le Désir (1928) d'Albert Durec, que aborda el tema de la poligàmia, és un exemple de l'enfocament superficial del cinema colonial. Les decoracions exòtiques són igual de caricaturesques: palmeres, camells, dones lascives...
Algunes pel·lícules mudes rodades almenys parcialment a Algèria:
- L'Atlantide (pel·lícula de 1921) (Jacques Feyder)
- L'Aventurier (pel·lícula de 1924) (Maurice Mariaud)
- Le Désir (pel·lícula de 1928) (Albert Durec)
- Le Bled (Jean Renoir, 1929)

Les pel·lícules es projecten en establiments amb sala de projeccions. El 1914, Alger tenia set "cinemes" només per a la projecció cinematogràfica, 12 sales el 1902, 40 el 1939. Algèria tenia 188 sales de projecció el 1939 (incloent-hi 40 a Alger i 22 a Orà).
Entre les dues guerres, les caravanes cinematogràfiques, projeccions itinerants, van difondre el missatge colonial.
Com que el conjunt de la població era propici a la discussió i la contestació, les autoritats van posar en marxa una tasca de censura amb força rapidesa per evitar la difusió de material sospitós de perill cultural, social o polític.
Entre les pel·lícules, almenys parcialment rodades a Algèria abans de 1960:
- Pépé le Moko (Julien Duvivier, 1937)
- Casbah (pel·lícula de 1938) (John Cromwell)
- Torrents (Serge de Poligny, 1947)
- Casbah (pel·lícula de 1948) (John Berry)
- La Soif des hommes (Serge de Poligny, 1950)
- Au cœur de la Casbah (Pierre Cardinal, 1952)

Després de la independència, Algèria és el suposat territori de l'acció de (determinades escenes de) determinades pel·lícules estrangeres, com ara: 
- Marcia o crepa (Frank Wisbar,1964)
- Cervantes (Vincent Sherman, 1967)

Una sèrie de pel·lícules per a les quals se suposa que una part del guió (no algerià) tenia lloc a Algèria es rodaren fora d'Algèria, per comoditat. No és el cas de La Battaglia di Algeri (1966), ni de La Trahison (2005).

## L'aparició del cinema algerià als anys 1960 i 1970
Algèria es va convertir en una nació independent el 1962, un tema que va cridar molta atenció entre les produccions cinematogràfiques algerianes dels anys 60 i 70.
La pel·lícula canònica de Mohamed Lakhdar-Hamina de 1967 Le Vent des Aurès representa una família de camperols les vides de la qual són destruïdes pel colonialisme i la guerra. L'argument descriu la tràgica situació d'una mare que abandona la seva llar a les muntanyes d'Aurès a l'est d'Algèria per buscar desesperadament el seu fill, un nacionalista que ha seguit els passos del seu pare però que ha estat capturat per l'exèrcit francès. Simbòlicament, la pel·lícula utilitza la família per representar el destí de la nació: empobrida, explotada, però lluitant per ser lliure. La pel·lícula va guanyar un premi al 20è Festival Internacional de Cinema de Canes a la millor obra inicial.
Fora d'Algèria, una de les pel·lícules més famoses d'aquesta època és La battaglia di Algeri (1966), una pel·lícula algeriano-italiana que va obtenir tres nominacions a l'Oscar.
Altres exemples de cinema algerià d'aquesta època inclouen Patrouille à l'est (1972) d'Amar Laskri, Zone interdite (1972) d'Ahmed Lallem, L'Opium et le Bâton (1970) d'Ahmed Rachedi, guanyador de la Palma d'Or Chronique des années de braise (1975) de Mohamed Lakhdar-Hamina, i la guanyadora d'un Oscar Z de Costa Gavras. Un notable documental franco-algerià sobre les conseqüències de la guerra és el Peuple en marche de 1963.
Juntament amb la descolonització i la guerra d'Algèria, la difícil situació de la joventut urbana és un altre tema comú. Un exemple d'aquest tema és Omar Gatlato de Merzak Allouache.
També van sorgir diverses estrelles de la comèdia, entre elles la molt popular Rouiched, estrella de Hassan Terro o Hassan Taxi. A més, Hadj Abderrahmane -més conegut sota el pseudònim d' Inspector Tahar- va protagonitzar la comèdia de 1973 Les Vacances de l'inspecteur Tahar dirigida per Musa Haddad. La comèdia més famosa d'aquest període és Carnaval fi dechra dirigida per Mohamed Oukassi, i protagonitzada per Athmane Ariouet.

## Cinema contemporani, 1980 fins a l'actualitat
El cinema algerià va caure a mitjans dels anys vuitanta i les produccions importants es van tornar rares. Hi va haver alguns èxits, inclosa la comèdia de Mohamed Oukassi de 1994 Carnival fi Dachra, filmada en àrab magrebí i que segueix la història d'un home que es presenta a l'alcaldia del seu poble (o "dachra") només per deixar-se seduir pel poder i intentar convertir-se en el president d'Algèria. Athmane Aliouet del director Merzak Allouache i "Salut Cousin!" (1996) són altres dos exemples de comèdies algerianes produïdes en aquesta època.
Alguns caracteritzen el cinema algerià contemporani per estar en una fase de reconstrucció. La tendència recent ha estat un augment del cinema francòfon, a diferència de les pel·lícules en àrab algerià. S'atribueix al mercat francòfon encoratjat per l'augment de la immigració a França als anys noranta. Per exemple, produccions franco-algerianes com ara Hors-la-loi de Rachid Bouchareb han tingut un gran èxit (i polèmica).
Un informe estadístic complet sobre la indústria del cinema a Algèria, editat per Euromed Audiovisual i l'Observatori Europeu de l'Audiovisual es pot trobar al lloc web de l'Observatori aquí

## L'O.N.C.I.C i el C.A.C
L'Office national pour le commerce et l'industrie cinématographique, O.N.C.I.C, es va crear el 1967 pel Reglament de l'art i la indústria cinematogràfica Ordenança N.°67-52, de 17 de març de 1967, modificat i completat per l'ordenança N.°68-612, de 15 de novembre de 1968, modificada per l'ordenança N.° 69-34, de 22 de maig de 1969 (monopoli d'importació i distribució confiat exclusivament a l'O.N.C.I.C.).
El « Centre algérien de la cinématographie » (C.A.C) fou creat per Ordenança N.°67-50, de 17 de març de 1967 (reorganitzada per l'Ordenança N.°68-611, de 15 de novembre de 1968.

## Pel·lícules destacades

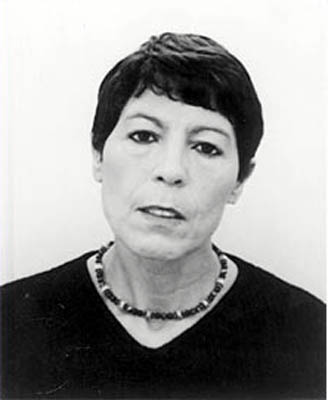
Djamila Sahraoui (1950-)

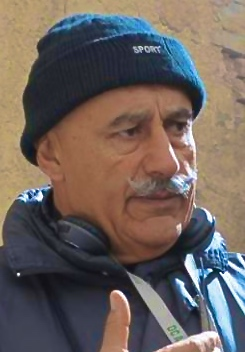
Belkacem Hadjadj (1950-)

- 1965 : L'Aube des damnés (Faj al mu'adhdhabin), documental d'Ahmed Rachedi
- 1965 : Une si jeune paix (Al-Salam Al-Walid), documental de Jacques Charby
- 1965 : La nuit a peur du soleil (Al laylou yakhaf ash-sham), de Mustapha Badie, doc. en coproducció amb la RTA i CNC
- 1966 : Le Vent des Aurès (Rih al Awras), de Mohamed Lakhdar-Hamina
- 1968 : Hassan Terro, de Mohamed Lakhdar Hamina (90 minuts).[7]
- 1969 : La Voie (Al-Tariq), de Mohammed Slim Riad
- 1969 : La Mer de Ghaouti Bendeddouche
- 1970 : L'Opium et le Bâton (Al afyun wal-'asa), d'Ahmed Rachedi, d'après Mouloud Mammeri
- 1970 : L'Histoire de Houria (50 min), de Khaled Maachi
- 1970 : Vas-et-viens (90 min) d'Ahmed Lallem
- 1971 : Gorine de Mohamed Ifticène, produït per la RTA
- 1971 : Alger insolite (Tahia ya Didou !) de Mohamed Zinet (76 minutes)[7]
- 1971 : Patrouille à l'est d'Amar Laskri
- 1972 : Le Charbonnier (Al fahham), de Mohamed Bouamari
- 1972 : Noua, d'Abdelaziz Tolbi
- 1972 : Auprès du peuplier (Min qurb al-saf-saf), de Moussa Haddad
- 1973 : Sueur noire (Al-araq al-aswad), de Sid Ali Mazif
- 1973 : Les Bonnes Familles de Djaffar Damardji
- 1973 : Les Vacances de l'inspecteur Tahar (Utlat al-muffatich Tahar), de Moussa Haddad
- 1974 : Zone interdite (Al-faiza), d'Ahmed Lallem
- 1974 : L'Héritage (Al irth) de Mohamed Bouamari
- 1974 : Le Doigt dans l'engrenage d'Ahmed Rachedi
- 1974 : Les Pêcheurs (Echekba) de Ghaouti Bendeddouche
- 1975 : Les Nomades de Sid Ali Mazif
- 1975 : Chronique des années de braise (Waqai sinin al jamr) de Mohamed Lakhdar-Hamina - Palma d'or al Festival de Canes
- 1976 : Omar Gatlato de Merzak Allouache
- 1976 : Les Déracinés, de Lamine Merbah
- 1977 : La Nouba des femmes du Mont Chenoua d'Assia Djebar
- 1977 : Barrières (Al-Hajiz), d'Ahmed Lallem .
- 1978 : Leïla et les autres de Sid Ali Mazif
- 1979 : Ali au pays des mirages (Ali fi bilad al sarab) d'Ahmed Rachedi
- 1979 : Premier Pas, de Mohamed Bouamari
- 1979 : 'Nahla de Farouk Beloufa
- 1980 : Jalti de Mohamed Ifticène, produït per la RTA
- 1981 : Pour une vie meilleure de Hamid Benamra
- 1982 : La Zerda et les Chants de l’oubli d'Assia Djebar
- 1982 : Vent de sable (Riah al raml, de Mohammed Lakhdar-Hamina
- 1982 : L'Homme qui regardait les fenêtres (Al radjoul oun na fitta) de Merzak Allouache
- 1982 : Une femme pour mon fils (Zawja li lbny) d'Ali Ghalem
- 1982 : L'Empire des rêves (Mamlakat al-ahlaam) de Jean-Pierre Lledo
- 1982 :  De la vie des amateurs de Hamid Benamra
- 1982 : Le Refus (Al-rafdt), de Mohamed Bouamari
- 1983 : Histoire d'une rencontre (Hikâyat Liqa), de Brahim Tsaki
- 1983 : Chant d'automne (Ughniyat al-Kharif), de Mohammed Meziane Yala
- 1983 : Histoire Off de Hamid Benamra
- 19885: Une manière de vivre de Hamid Benamra
- 1986 : Cri de pierre (Coûrakh al-hajar) d'Abderrahmane Bouguermouh
- 1986 : La Dernière image (Al-sour al-akhira), de Mohammed Lakhdar-Hamina
- 1987 : Houria de Sid Ali Mazif
- 1988 : La Citadelle, de Mohammed Chouikh
- 1989 : La Rose des sables (Louss, wardat al-rimal), de Rachid Benhadj
- 1990 : Les Enfants des néons, de Brahim Tsaki
- 1991 : Automne… Octobre à Alger (Refsou), de Malik Lakhdar-Hamina
- 1991 : Ombres blanches, de Saïd Ould-Khelifa
- 1993 : Touchia, de Rachid Benhadj
- 1993 : Le Démon au féminin, de Hafsa Zinaï-Koudil
- 1993 : L'Honneur de la tribu (Charaf al qabilu), de Mahmoud Zemmouri, d'après Rachid Mimouni
- 1993 : Youcef ou la légende du septième dormant, de Mohammed Chouikh
- 1994 : Carnaval fi Dachra, de Mohamed Oukassi, produït per Entreprise nationale de télévision algérienne
- 1996 : La Colline oubliée d'Abderrahmane Bouguermouh d'après le roman de Mouloud Mammeri
- 1996 : La Moitié du ciel d'Allah (documental), de Djamila Sahraoui
- 1997 : L'Arbre du désert, de Mohammed Chouikh
- 1998 : Décibled (doc.), de Malek Bensmaïl
- 1998 : Algérie la vie quand même (doc.) de Djamila Sahraoui
- 1998: La Fiancée polonaise (fiction) de Karim Traidia
- 1999 : Boudiaf, un espoir assassiné (doc.) de Malek Bensmaïl
- 2000: Les Diseurs de vérité (fiction) de Karim Traidia
- 2002 : Rachida de Yamina Bachir-Chouikh
- 2003 : La Voisine de Ghaouti Bendeddouche
- 2004 : Aliénations (documental) de Malek Bensmaïl
- 2004 : Al Manara de Belkacem Hadjadj
- 2004 : Les Suspects de Kamal Dehane
- 2005 : Douar de femmes de Mohammed Chouikh
- 2005 : Le Grand Jeu (doc.) de Malek Bensmaïl
- 2006 : Barakat ! de Djamila Sahraoui
- 2007 : En hammam de rêve de Mohamed Chichi
- 2007 : Mascarades de Lyes Salem
- 2007 : Ayrouwen de Brahim Tsaki
- 2007 : Arezki l'indigène, de Djamel Bendeddouche (90 minuts)[7]
- 2010 : Le Dernier safar de Djamel Azizi (80 minuts)[7]
- 2010 : La Place de Dahmane Ouzid (119 minutes)[7]
- 2012 : Zabana! de Said Ould Khelifa (104 minuts)
- 2012 : Bouts de vies, Bouts de rêves" de Hamid Benamra
- 2013 : Yema de Djamila Sahraoui (91 minuts)
- 2015 : Dans ma tête, un rond-point[8] d'Hassen Ferhani (1986-)
- 2016 : Rêveries de l'Acteur Solitaire de Hamid Benamra
- 2016 : Hizam de Hamid Benamra
- 2019 : Timelif de Hamid Benamra. Estrena mundial al festival de Moscou 2019.